# Улица Семёнова-Тян-Шанского (Москва)
Улица Семёнова-Тян-Шанского — улица на юго-западе Москвы в районе Проспект Вернадского Западного административного округа между проспектом Вернадского и улицей Михаила Певцова.

## Происхождение названия
Проектируемый проезд № 6643 получил название улица Семёнова-Тян-Шанского в феврале 2018 года. Проезд назван в честь географа, путешественника и государственного деятеля Петра Петровича Семёнова-Тян-Шанского (1827—1914), вице-председателя Императорского Русского географического общества.

## Описание
Улица начинается от проспекта Вернадского, проходит на юго-восток параллельно улице Удальцова, справа отходит улица Воейкова, заканчивается на улице Михаила Певцова.